# حزمة الأرشيف الشخصية
حزمة الأرشيف الشخصية (بالإنجليزية: Personal حزمة Archive وتُختصر PPA)‏ هو مستودع برمجيات من نوع خاص مخصص لرفع حزم مصدرية لكي تبنى وتنشر كأداة حزم متقدمة عن طريق موقع لانشباد (Lanchpad) أو تطبيقات مشابهة. هذا المصطلح (حزمة الأرشيف الشخصية) يستخدم حاليًا لحزم نظام أوبنتو، إلا أنه يستهدف الجميع وفقًا لمضيف موقع لانشباد الذي هو شركة كانونيكال المحدودة.